# سنجاب طنابی لوندا
سنجاب طنابی لوندا (نام علمی: Funisciurus bayonii) نام یک گونه از سرده سنجاب نواری آفریقایی است.